# Vauxhall (metrostation)
Vauxhall is een station van de metro van Londen aan de Victoria Line onder het stationsplein van het gelijknamige spoorwegstation. 

## Geschiedenis

### West and South London Junction Railway
Het eerste voorstel voor een metro aansluiting in Vauxhall betrof een station aan de West and South London Junction Railway die in een vrijwel rechte lijn Paddington en Oval zou verbinden en de Thames ten noorden van Vauxhall Bridge zou kruisen. In januari 1901 werd het plan op grond van procedurefouten afgewezen en verdween het in een la. De tweede lijn via Vauxhall was gepland tussen Cannon Street en Wimbledon maar werd in 1902 geschrapt wegens geldgebrek.

### Victoria Line
In 1946 werden naar aanleiding van een onderzoek naar het OV in Londen meerdere nieuwe tunnels in Zuid-Londen voorgesteld. Tunnelnummer 8 zou van Finsbury Park in het noorden via Victoria, Stockwell, Brixton en Streatham naar Croydon lopen. In 1955 werd een uitgewerkt plan bij het parlement ingediend en in januari 1960 begon de aanleg met twee proeftunnels onder Seven Sisters Street. De toestemming voor het deel tussen Victoria en Brixton, waaronder Vauxhall kwam in maart 1966, de aanbesteding volgde op 4 augustus 1967. Bijna vier jaar later werd de lijn naar Brixton door prinses Alexandra geopend. Tijdens de bouw van de Victoria Line werd Vauxhall Cross herbouwd om plaats te maken voor het station. Om de roltrapschacht te bouwen, werd de grond bevroren met pekel. 

## Ligging en inrichting
Het metrostation ligt onder Vauxhall Cross, het plein voor het spoorwegstation. De ondergrondse hal heeft diverse toegangen rond het plein en kan daarom ook als oversteektunnel gebruikt worden. Achter de toegangspoortjes liggen drie roltrappen die de hal verbinden met de perrons. De perrons zijn ontworpen door Design Research Unit en net als de andere stations van de Victoria Line versierd met een motief passend bij het station, in dit geval de 19e-eeuwse Vauxhall Gardens. Door de vele spoorverbindingen, het metrostation en busstation is het een belangrijk vervoersknooppunt en wordt het voor de kaartverkoop zelfs beschouwd als eindpunt in het centrum van Londen. Verder kan bij de St. George Wharf Pier opgestapt worden op de lijnbootdienst over de Thames.   
In oktober 1982 werd in Vauxhall op proef het eerste geautomatiseerde kaartverkoopsysteem in de metro geïnstalleerd. De twee machines “Tenfare”, die de tien meest verkochte enkele reizen aanbod, en “Allfare” die enkeltjes en retourtjes naar alle metrostations aanbod, deden dienst tot juli 1983. De uitkomsten van de proef werden verwerkt in het ontwerp voor de nieuwe kaartautomaten die vervolgens op het hele net geplaatst werden.

## Reizigersdiensten
Op de Victoria Line wordt om de 3 tot 5 minuten gereden van 6:02 uur tot 0:20 uur, voor de spitsuren betekent dit 36 ritten per uur. In de nachten van vrijdag op zaterdag en zaterdag op zondag is er sprake van een Night Tube en wordt de dienst niet onderbroken. 

## Naam
De naam Vauxhall is fonetisch vergelijkbaar met het Russische woord voor treinstation, вокзал ( vokzal ). Een theorie over deze gelijkenis is dat Nicolaas I van Rusland in het midden van de 19e eeuw Groot-Brittannië bezocht om het spoorwegnet te bestuderen. In die tijd stopte elke trein op de South Western Railway bij Vauxhall ten behoeve van de kaartcontrole. Hieruit concludeerde de tsaar dat Vauxhall een belangrijk verkeersknooppunt is en de naam werd in het Russisch overgenomen als de algemene term voor station. 
Walthamstow Central ·
Blackhorse Road ·
Tottenham Hale ·
Seven Sisters ·
Finsbury Park ·
Highbury & Islington ·
King's Cross St. Pancras ·
Euston ·
Warren Street ·
Oxford Circus ·
Green Park ·
Victoria ·
Pimlico ·
Vauxhall ·
Stockwell ·
Brixton